# 4986 Osipovia
4986 Osipovia (1979 SL7) là một tiểu hành tinh vành đai chính được phát hiện ngày 23 tháng 9 năm 1979 bởi N. S. Chernykh ở Nauchnyj.